# 1603
| [ Edytuj tabelę ]              | |
| Król Polski                    | - 1587 Zygmunt III Waza 1632 |
| Współksiążęta Andory           | - 1588 Andreu Capella 1609 - 1572 Henryk IV Burbon 1610                                                                                                 |
| Król Anglii                    | - 1558 Elżbieta I 1603 |
| Król Anglii i Szkocji          | - 1603 Jakub I 1625 |
| Elektor Brandenburgii          | - 1598 Joachim Fryderyk 1608 |
| Książę Bawarii                 | - 1597 Maksymilian I Bawarski 1623 |
| Sułtan Brunei                  | - 1600 Shah Berunai 1605 |
| Cesarz Chin                    | - 1572 Wanli 1620 |
| Król Czech                     | - 1576 Rudolf II Habsburg 1611 |
| Król Danii                     | - 1588 Chrystian IV 1648 |
| Dalajlama                      | - 1589 Jonten Gjaco 1616 |
| Cesarz Etiopii                 | - 1597 Jakub 1606 - 1603 Zedyngyl 1604 |
| Król Francji                   | - 1589 Henryk IV 1610 |
| Król Hiszpanii                 | - 1598 Filip III 1621 |
| Landgraf Hesji-Kassel          | - 1592 Maurycy Uczony 1627 |
| Stadhouder Holandii            | - 1584 Maurycy Orański 1625 |
| Szach Iranu                    | - 1587 Abbas I Wielki 1629 |
| Państwo Wielkich Mogołów       | - 1556 Akbar 1605 |
| Król Irlandii                  | - 1603 Jakub I Stuart 1625 |
| Cesarz Japonii                 | - 1586 Go-Yōzei 1611 |
| Kalif                          | - 1595 Mehmed III 1603 - 1603 Ahmed I 1617 |
| Patriarcha Konstantynopola     | - 1603 Mateusz II 1603 - 1602 Neofit II 1603 - 1603 Rafał II 1607                                                                                       |
| Władca Korei                   | - 1567 Sŏnjo 1608 |
| Książę Kurlandii i Semigalii   | - 1587 Fryderyk Kettler 1642 - 1587 Wilhelm Kettler 1616                                                                                                |
| Sułtan Maroka                  | - 1578 Ahmad al-Mansur 1603 - 1603 Abu Faris Abdullah 1608                                                                                              |
| Senior Monako                  | - 1589 Herkules 1604 |
| Król Nawarry                   | - 1572 Henryk III 1610 |
| Król Norwegii                  | - 1588 Chrystian IV 1648 |
| Sułtan Omanu                   | - 1560 Abd Allah ibn Muhammad 1624 |
| Elektor Palatynatu             | - 1583 Fryderyk IV 1610 |
| Papież                         | - 1592 Klemens VIII 1605 |
| Książę Parmy i Piacenzy        | - 1592 Ranuccio I 1622 |
| Król Portugalii                | - 1598 Filip II 1621 |
| Książę w Prusach               | - 1568 Albrecht Fryderyk 1618 - 1578 Jerzy Fryderyk (regent) 1603 - 1603 Joachim Fryderyk (regent) 1608                                                 |
| Car Rosji                      | - 1598 Borys Godunow 1605 |
| Cesarz Rzymski (niemiecki)     | - 1576 Rudolf II Habsburg 1612 |
| Kapitanowie Regenci San Marino | - 1602 Giambattista Belluzzi Francesco Maria Corbelli 1603 - 1603 Orazio Belluzzi Scipione Gabrielli 1603 - 1603 Francesco Bonelli Lattanzio Valli 1604 |
| Elektor Saksonii               | - 1591 Krystian II Wettyn 1611 |
| Król Szkocji                   | - 1567 Jakub VI 1625 |
| Król Szwecji                   | - 1599 Karol IX Waza 1611 |
| Król Tajlandii                 | - 1590 Naresuan 1605 |
| Sułtan Turków                  | - 1595 Mehmed III 1603 - 1603 Ahmed I 1617 |
| Doża Wenecji                   | - 1595 Marino Grimani 1606 |
| Król Węgier                    | - 1576 Rudolf II 1608 |
| Książęta Wirtembergii          | - 1593 Fryderyk I 1608 |

Rok 1603 / MDCIII
stulecia: XVI wiek ~
XVII wiek ~
XVIII wiek

lata: 1593 «
1598 «
1599 «
1600 «
1601 «
1602 «
1603
» 1604
» 1605
» 1606
» 1607
» 1608
» 1613

## Wydarzenia w Polsce
- 4 lutego-5 marca – w Krakowie obradował sejm zwyczajny[1].
- 5 marca – wojna polsko-szwedzka: Jan Karol Chodkiewicz pokonał Szwedów w bitwie pod Rakvere, w czasie wojny o Inflanty.
- 13 kwietnia – wojna polsko-szwedzka: Jan Karol Chodkiewicz zdobył twierdzę Dorpat w Inflantach (obecnie Tartu w Estonii).

- Rozpoczął obrady ostatni zwołany do Krakowa sejm zwyczajny.

## Wydarzenia na świecie
- 24 marca
  - zmarła Elżbieta I; tron objął Jakub I Stuart; początek unii personalnej Anglii i Szkocji.
  - Ieyasu Tokugawa został siogunem; w dziejach Japonii rozpoczął się okres Edo.
- 30 marca – irlandzka wojna dziewięcioletnia: decydujące zwycięstwo wojsk angielskich w bitwie pod Bellifont.
- 25 lipca – odbyła się koronacja Jakuba I Stuarta i Anny Duńskiej na monarchów Anglii.
- 22 grudnia – Ahmed I został sułtanem Imperium osmańskiego.

- Epidemia dżumy w Londynie.
- Johann Bayer opublikował dzieło Uranometria.
- Jakub I Stuart wyjął spod prawa cały klan Macgregorów.

## Urodzili się
- 2 marca – Pietro Novelli, włoski malarz okresu baroku (zm. 1647)
- 19 kwietnia – Michel le Tellier, francuski mąż stanu (zm. 1685)
- 3 czerwca – Pietro Paolini, włoski malarz barokowy (zm. 1681)
- 17 czerwca – Józef z Kupertynu, franciszkanin konwentualny, święty Kościoła katolickiego, mistyk (zm. 1663)
- 9 sierpnia – Johannes Cocceius, holenderski teolog protestancki i hebraista (zm. 1669)
- 17 sierpnia – Lennart Torstensson, wódz szwedzki z czasów wojny trzydziestoletniej (zm. 1651)
- 3 września – Jan Jonston, polski przyrodnik, pedagog i lekarz pochodzenia szkocko-niemieckiego (zm. 1675)
- 16 listopada – Augustyn Kordecki, przeor zakonu Paulinów i obrońca klasztoru na Jasnej Górze (zm. 1673)
- 21 grudnia – Roger Williams, angielski duchowny protestancki, pionier baptyzmu w Ameryce Północnej (zm. 1683)

Data dzienna nieznana: 
- Jerofiej Chabarow, rosyjski podróżnik i dowódca wojskowy, konkwistador ziem nad Amurem (zm. 1671)
- Kacper Koteda, japoński tercjarz dominikański, męczennik, błogosławiony katolicki (zm. 1622)
- Dominik Nakano, japoński męczennik, błogosławiony katolicki (zm. 1622)
- Herman van Swanevelt, holenderski malarz, rysownik i akwaforcista barokowy (zm. 1655)
- Abel Tasman, holenderski żeglarz i odkrywca (zm. 1659)

## Zmarli
- 25 stycznia – Francesco Zirano, włoski franciszkanin, męczennik, błogosławiony katolicki (ur. 1564)
- 14 lutego – Alfonso Gesualdo, włoski duchowny (ur. 1540)
- 23 lutego
  - Andrea Cesalpino, włoski naturalista, lekarz, botanik i filozof (ur. 1519)
  - François Viète, francuski matematyk i astronom (ur. 1540)
- 26 lutego – Maria Hiszpańska, cesarzowa rzymsko-niemiecka, królowa Czech i Węgier, infantka hiszpańska (ur. 1528)
- 24 marca – Elżbieta I Tudor, królowa Anglii (ur. 1533)
- 25 kwietnia – Jerzy Fryderyk Hohenzollern, książę karniowski, książę opolsko-raciborski potem żagański (ur. 1539)
- 8 czerwca – Stanisław Karnkowski, prymas Polski, sekretarz wielki koronny, sekretarz królewski (ur. 1520)
- 27 czerwca – Jan Dymitr Solikowski, arcybiskup lwowski, sekretarz królewski, legat papieża Klemensa VIII (ur. 1539)
- 22 lipca – Łukasz Górnicki, pisarz, sekretarz i bibliotekarz Zygmunta II Augusta (ur. 1527)
- 23 lipca – Santi di Tito, włoski malarz i architekt (ur. 1536)
- 25 sierpnia – Ahmad al-Mansur, sułtan Maroka z dynastii Saadytów, syn sułtana Muhammada asz-Szajcha (ur. 1549)
- 20 listopada – Krzysztof Radziwiłł Piorun, hetman wielki litewski, wojewoda wileński (ur. 1547)
- 4 grudnia – Martin de Vos, flamandzki malarz rysownik i rytownik okresu manieryzmu (ur. 1532)
- 10 grudnia – William Gilbert, angielski fizyk i lekarz (ur. 1544)
- 12 grudnia – Aleksander Ostrogski, książę i wojewoda wołyński (ur. 1570)
- 22 grudnia – Mehmed III, sułtan turecki (ur. 1566)

## Święta ruchome
- Tłusty czwartek: 6 lutego
- Ostatki: 11 lutego
- Popielec: 12 lutego
- Niedziela Palmowa: 23 marca
- Wielki Czwartek: 27 marca
- Wielki Piątek: 28 marca
- Wielka Sobota: 29 marca
- Wielkanoc: 30 marca
- Poniedziałek Wielkanocny: 31 marca
- Wniebowstąpienie Pańskie: 8 maja
- Zesłanie Ducha Świętego: 18 maja
- Boże Ciało: 29 maja